# Hydraethiops laevis
Hydraethiops laevis — вид змій родини полозових (Colubridae). Мешкає в Центральній Африці.

## Поширення і екологія
Hydraethiops laevis відомі з кількох місцевостей, розташованих в Камеруні і Габоні. Вони живуть у вологих тропічних лісах, на берегах струмків.